# キンタ・ダ・ボア・ヴィスタ

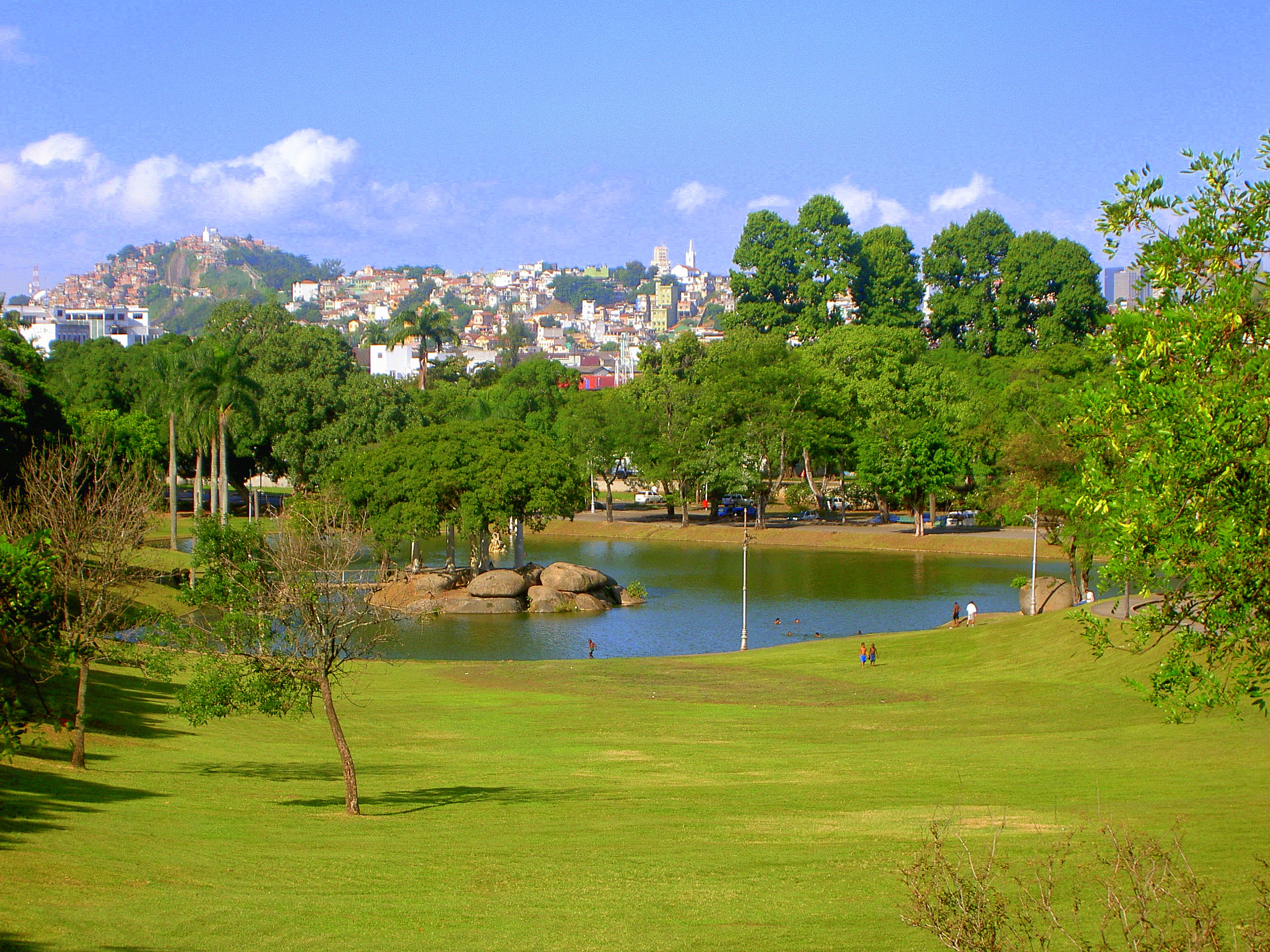
キンタ・ダ・ボア・ヴィスタ

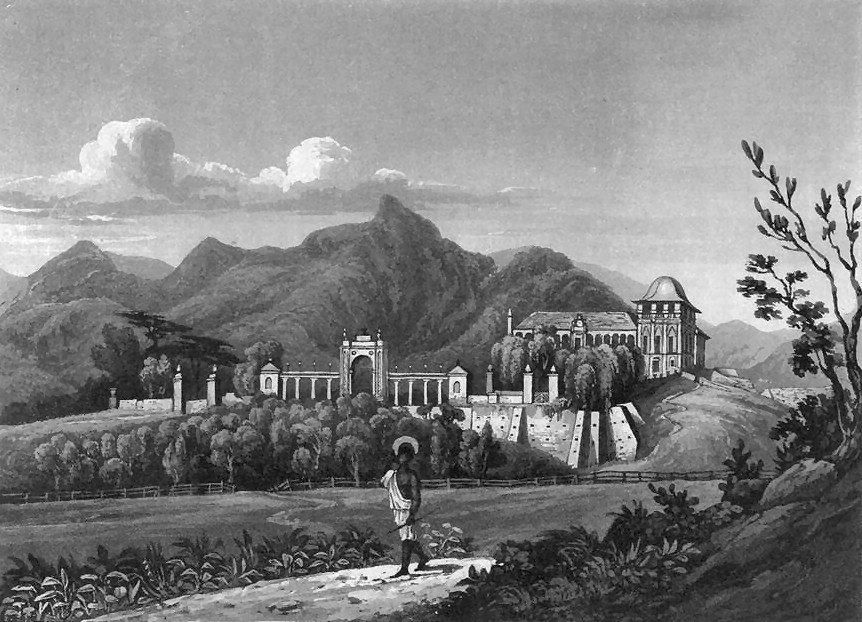
1820年頃に描かれたサン・クリストヴァン宮殿

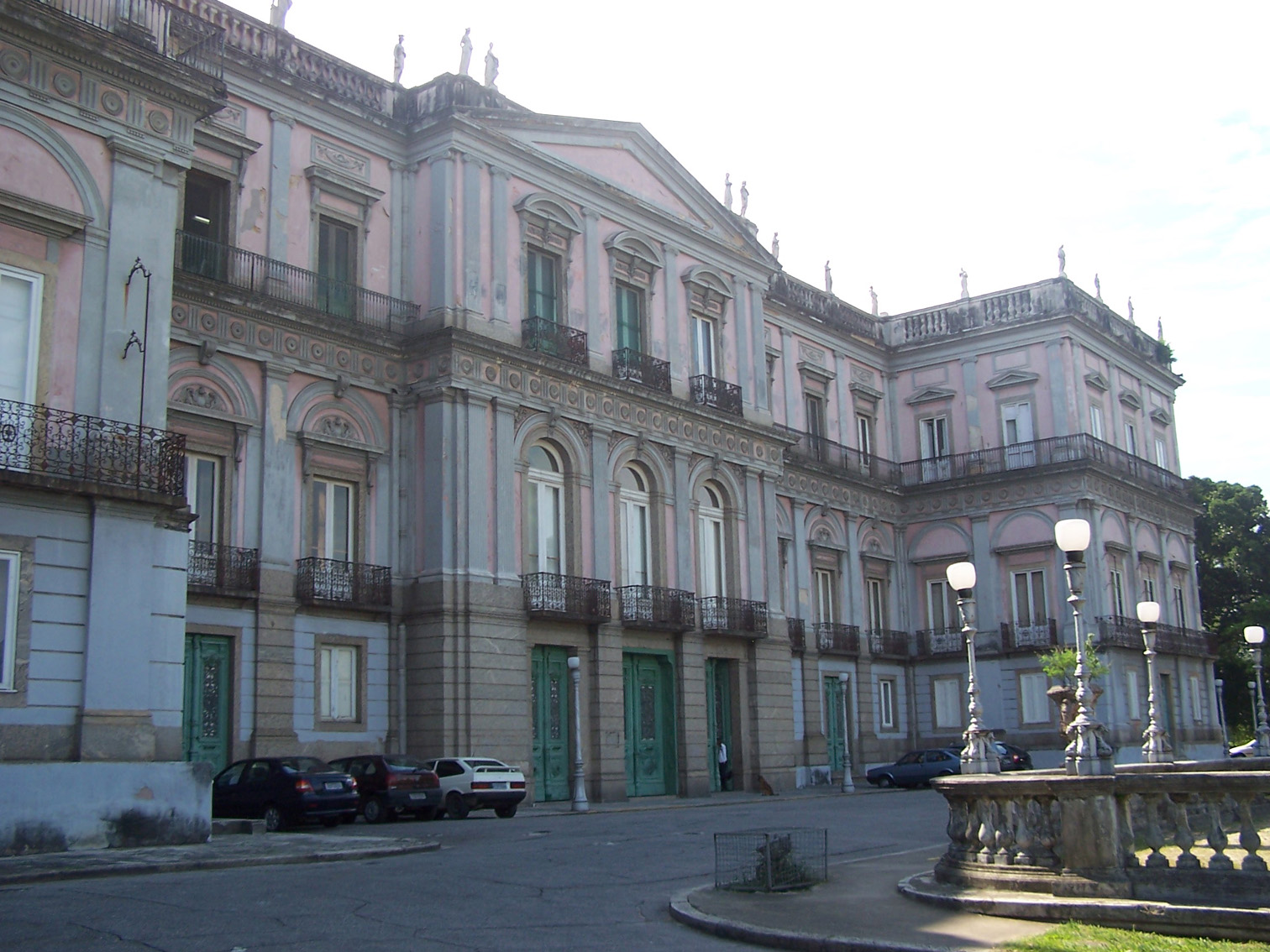
サン・クリストヴァン宮殿（火災前）

キンタ・ダ・ボア・ヴィスタ（ポルトガル語: Quinta da Boa Vista）は、ブラジル、リオデジャネイロ北部サン・クリストヴァン (São Cristóvão) 地区にある公園。面積は約51ヘクタール。元は19世紀にブラジル皇室が暮らしたサン・クリストヴァン宮殿の敷地である。公園内には約350種の動物がいるリオデジャネイロ動物園が立地している。

## 歴史
最初、キンタ・ダ・ボア・ヴィスタの地はイエズス会の農場の一部であった。1759年以降、ブラジル植民地からイエズス会が追放されると、土地は分割されて複数の地主に切り売りされた。19世紀初頭に農場の一部を、裕福なポルトガル人商人エリアス・ロペシュが購入した。彼は1803年頃、農場の丘の上にマナー・ハウスを建てた。この丘からグアナバラ湾の素晴らしい眺めが見られることから、キンタ・ダ・ボア・ヴィスタ（眺めのいい公園）の名がついた。ナポレオンの侵攻から逃れるためブラジルへポルトガル宮廷がやってくると、摂政王太子ジョアン（のちのジョアン6世）に、1808年、ロペシュは広大な農場を献上した。リオデジャネイロ市街からほど近いこのマナーハウスをジョアン王子は気に入り、幾度も滞在した。
1816年から1821年にかけ、イギリス人建築家ジョン・ジョンストンが邸宅の改修と改築を行った。宮殿正面には、イギリスの第2代ノーサンバーランド公ヒュー・パーシーから贈られた、美しい装飾を施された門が設置された（現在、この門は動植物園の正門となっている）。生まれ変わった宮殿は、サン・クリストヴァン宮殿（Palacio de São Cristóvão）として知られるようになった。
1817年にペドロ王子（のちの皇帝ペドロ1世）と皇女マリア・レオポルディナは結婚後この宮殿で暮らした。夫妻の子供たち、マリア・ダ・グロリア、フランシスカ、ペドロ・デ・アルカンタラらがここで生まれた。1826年、皇后マリアはこの宮殿で死去した。
1822年のブラジル帝国樹立後、ペドロ1世は宮殿及び公園の再設計と拡張を続けた。メイン・ファサード左の塔、宮殿の三階を付け足したのはフランス人建築家ピエール・ペーゼラであった（いずれも新古典主義建築）。イタリア人画家マリオ・ブラガルディが宮殿内各部屋の内装を担当した。王座の間や大使の間のトロンプルイユは彼の手による。
サン・クリストヴァオン宮殿で育ったペドロ2世は、1869年に庭園の再設計を命じた。フランス人造園家オーギュスト・グラジウがこの計画に着手し、人工湖、橋、洞窟、古代神殿の模型といった当時のロマン主義流行にのっとった造型をつくった。
帝政廃止で共和制が始まると皇室は亡命し、サン・クリストヴァン宮殿は空き家となった。1891年、政治家らが宮殿に入り共和国憲法を書いた。1892年、ブラジル国立博物館理事長が、市内のカンポ・デ・サンタナにある博物館を宮殿へ移した。宮殿の内装の一部は取り払われ他の施設に移設された。ペトロポリス大聖堂内の皇室霊廟に王座の間が再構築されている。
1945年、リオデジャネイロ動物園が公園内に移転した。
2018年、ブラジル国立博物館は火災により全焼した。